# Move Your Feet
«Move Your Feet» —en español: ‘Mueve Tus Pies’— es un sencillo del dúo danés Junior Senior. Se lanzó el 8 de julio de 2002 en Dinamarca y en 2003 a nivel mundial. Fue incluido en el álbum de estudio D-D-Don't Don't Stop the Beat como el primer sencillo del mismo. Además de ser utilizada para la ''escena del desfile'' de la película ¿Y dónde están las rubias? en 2004.

## Video musical
Esta canción estuvo acompañada por un videoclip animado del arte colectivo Shynola, que utiliza pixel art de baja resolución (90x72) producido con Deluxe Paint. Danielle Bishpoo, actual miembro de KC and the Sunshine Band, fue el productor.

## «Move Your Feet» en la cultura popular
La canción se ha utilizado en la publicidad promocional de la versión australiana de So You Think You Can Dance (junto con el equivalente en el Reino Unido 'Dance X'). Hizo una breve aparición en películas como Looney Tunes: De nuevo en acción, How to Eat Fried Worms, White Chicks y Forgetting Sarah Marshall. La canción también se presentó en PBS Kids y en la serie de televisión One Tree Hill, en los populares videojuegos de baile DanceDanceRevolution EXTREME, Just Dance 2 de Nintendo Wii y SingStar de PlayStation 3. También apareció en un comercial de 2013 para Chromebook. Una versión de la canción aparece en la película de animación de 2016 Trolls.

## Lista de canciones
Sencillo CD Europa
1. "Move Your Feet" (radio edit) – 2:59
2. "Move Your Feet" (extended play) – 4:16

Sencillo casete Reino Unido
1. "Move Your Feet" (radio edit) – 2:59
2. "Chicks and Dicks" – 2:32
3. "Move Your Feet" (Kurtis Mantronik Club Mix) – 6:02

Sencillo CD Australia y Nueva Zelanda
1. "Move Your Feet" (radio edit) – 3:01
2. "Move Your Feet" (extended play) – 4:16
3. "Move Your Feet" (Kurtis Mantronik Club Mix) – 6:04
4. "Coconuts" (movie edit) – 2:39

Maxi CD
1. "Move Your Feet" (radio edit) – 2:59
2. "Move Your Feet" (extended play) – 4:16
3. "Move Your Feet" (Filur Move the Club) – 6:20
4. "Move Your Feet" (Filur Dark String Dub) – 6:51
5. "Move Your Feet" (music video)

Sencillo CD América y Europa
Lado 1:
1. "Move Your Feet" (extended play)
2. "Move Your Feet" (radio edit)

Lado 2:
1. "Move Your Feet" (Djosos Krost remix)
2. "Cocodub"

## Posicionamiento en listas
| Lista (2003)                            | Máxima posición |
| --------------------------------------- | --------------- |
| Alemania (Offizielle Deutsche Charts)   | 43              |
| Australia (ARIA)                        | 20              |
| Brasil Singles Chart (ABPD)             | 82              |
| Dinamarca (Tracklisten)                 | 4               |
| Estados Unidos (Hot Dance Club Songs)   | 45              |
| Estados Unidos (Dance Singles Sales)    | 22              |
| Estados Unidos (Dance/Mix Show Airplay) | 8               |
| Francia (SNEP)                          | 29              |
| Hungría (Rádiós Top 40)                 | 30              |
| Irlanda (IRMA)                          | 10              |
| Países Bajos (Mega Single Top 100)      | 18              |
| Reino Unido (UK Singles Chart)          | 3               |
| Reino Unido (UK Dance Chart)            | 1               |
| Suecia (Sverigetopplistan)              | 22              |
| Suiza (Schweizer Hitparade)             | 10              |

| Lista (2013)   | Mejor posición |
| -------------- | -------------- |
| Francia (SNEP) | 11             |

| Lista (2003)                          | Posición |
| ------------------------------------- | -------- |
| Australia Dance (ARIA)                | 17       |
| Australia (JJJ)                       | 87       |
| Irlanda (IRMA)                        | 71       |
| Reino Unido (Official Charts Company) | 16       |
| Suiza (Schweizer Hitparade)           | 49       |